# Comité international de protection des câbles
 (mars 2018).
Le comité international de protection des câbles (CIPC) (en anglais International Cable Protection Committee, abrégé en ICPC) est le comité international pour la protection des câbles sous-marins de télécommunications et de transport d'énergie.

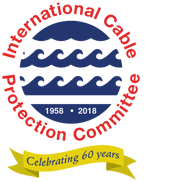
Logo de l'ICPC.

## Historique du comité
Le Comité de gestion des dégâts sur les câbles (Cable Damage Committee) est créé en 1958. Le nom sera modifié en Comité International de Protection des Câbles (International Cable Protection Committee) en 1967 car cela correspondait mieux aux intentions du groupe.
Il s'organise autour d'un comité principal et d'un petit nombre de sous-comités administrés par un Secrétariat.

## Le but du comité
Son objectif principal est d'être l'autorité référentielle en matière de conseils concernant la sauvegarde et la protection des câbles sous-marins dans le respect de l'environnement.

## Les résultats obtenus par le comité
L'organisation est constituée de plus de 165 membres à travers le monde.
Ces membres représentent 97 % des câbles de transmission sous-marin de télécommunications et de transport d'énergie électrique, ainsi que la majorité des navires qui assurent l'entretien et la surveillance de ces câbles.
Il compile également de nombreuses informations et articles sur les législations concernant les câbles sous-marins et leur exploitation par les entreprises.
L'ICPC célèbre ses soixante ans d'existence en mai 2018.

## Câbliers
Voici quelques exemples de navires câbliers spécialisés dans la pose des câbles : 
Les câbliers ont pour tâche de poser les câbles sous-marins au fond des océans et d'assurer leur maintenance.
|  |